# Marshall Wace
Marshall Wace LLP es un fondo de capital riesgo con sede en Londres fundado por Paul Marshall e Ian Wace. Paul Marshall es su presidente y responsable de inversiones e Ian Wace es su primer ejecutivo. Antes de iniciar esta aventura empresarial, Paul Marshall era responsable de capital riesgo para Europa de Mercury Asset Management, e Ian Wace era jefe de inversiones de riesgo de Deutsche Bank.
La empresa tiene oficinas de administración del fondo en Londres, Nueva York y Hong Kong. La central está en Londres, en el piso superior del edificio The Adelphi, cerca de la calle Strand.

## Historia
Paul Marshall e Ian Wace controlan un importante número de fondos de capital riesgo de los llamados de posiciones cortas. El proceso de inversión para cada uso parte de un análisis fundamental que busca identificar compañías que sustancialmente estén sobrevaloradas, ya sea en su base absoluta o relativa. Los directores de inversión tienen la capacidad de cambiar su apuesta sobre el crecimiento de la empresa cotizada, de pequeño a medio stocks o capitalización grande, o cambio de una posición larga neta a una posición corta neta. Los directores de inversión pueden también comprar en mercados de futuros u opciones de riesgo.
Además de sus estrategias de capital riesgo cortas, Marshall Wace es famoso por sus algoritmos y estrategias de inversión, que incluyen empresas generalistas o especialistas en un sector estratégico. Cuenta con avanzados análisis de índices mundiales y algoritmos de mercados para optimizar su información en operaciones de capital riesgo líquidas.
La mayoría de los inversores de Marshall Wace son instituciones importantes. Aun así, un número considerable de sus fondos son los llamados UCITS. Además de los fondos, Marshall Wace extrae una proporción significativa de sus ingresos por el corretaje de las operaciones de sus clientes y sus cuentas de inversión.
Marshall Wace es miembro fundador del HFSB (Hudge fund standar banking) y es también miembro de la Asociación de Administración de Inversión Alternativa (AIMA, por sus siglas en inglés).

## Cronología
- 2014: En agosto Marshall Wace invirtió €27 millones de euros en posiciones en corto en el derrumbamiento del banco portugués Banco Espirito Santo.

- 2015: En septiembre Marshall Wace aumenta sus inversiones en dos bancos españoles, Banco Popular y Banco Sabadell.[3] En octubre, Marshall Wace pone en el objetivo bajista a Indra, Sacyr y FCC.[4]